# فرودگاه لگزینگتون (اورگان)
فرودگاه لگزینگتون (اورگان) (به انگلیسی: Lexington Airport (Oregon)) یک فرودگاه همگانی است که یک باند فرود آسفالت دارد و طول باند آن ۱۲۶۶ متر است. این فرودگاه در کشور ایالات متحده آمریکا قرار دارد و در ارتفاع ۴۹۸ متری از سطح دریا واقع شده است.